# Melicytus angustifolius
Melicytus angustifolius là một loài thực vật có hoa trong họ Hoa tím. Loài này được (R. Br. ex DC.) Garn.-Jones mô tả khoa học đầu tiên năm 1987.